# Andrzej Łoś (komandor)
Andrzej Łoś (ur. 4 marca 1899, zm. 6 kwietnia 1962 w São Paulo) – hrabia herbu Dąbrowa, komandor podporucznik, dowódca trałowca ORP „Jaskółka” i okrętu podwodnego ORP „Ryś”.

## Życiorys
Urodził się w Desznie. Był synem właściciela Deszna hrabiego Stanisława Łosia, znanego działacza społecznego i krzewiciela oświaty ludowej i Marii z Wielowiejskich. 20 października 1918 na ochotnika zgłosił się do formowanego Wojska Polskiego. Od stycznia do maja 1919 walczył na froncie wołyńskim i lwowskim. Następnie walczył jako podporucznik 5 pułku ułanów podczas wojny polsko-bolszewickiej. 6 września 1920 został ciężko ranny szablą w brzuch w bitwie pod Chodorowem. 
We wrześniu 1924 został przeniesiony do korpusu oficerów marynarki wojennej (korpus rzeczno-brzegowy). W 1924 przebywał na stażu i studiach we Francji. Dowodził trałowcem ORP Jaskółka i okrętem podwodnym ORP Ryś. 1 stycznia 1931 mianowany kapitanem marynarki. Na stopień komandora podporucznika został mianowany ze starszeństwem z dniem 1 stycznia 1936 i 1. lokatą w korpusie oficerów morskich. W 1939 pełnił służbę w Komendzie Portu Wojennego Gdynia na stanowisku szefa służby broni podwodnej. We wrześniu 1939 roku walczył w obronie Helu, kierował postawieniem dwóch zagród z min i torped (łącznie ok. 10 ton materiałów wybuchowych), które ułożone w poprzek półwyspu zostały w czasie niemieckiego natarcia wysadzone 30 września 1939, odcinając obrońców od stałego lądu. 
Po kapitulacji trafił do Oflagu XI A Osterode, a następnie obozu jenieckiego IV B Koenigstein pod Dreznem. W obozie tym poważnie podupadł na zdrowiu, co spowodowane było pootwieraniem się blizn na brzuchu po ranach doznanych od szabli w bitwie pod Chodorowem blisko 20 lat wcześniej. Został zwolniony w kwietniu 1940 roku dzięki zabiegom żony, Magdaleny (de domo Budna) u włoskiego następcy tronu księcia Humberta. Władze niemieckie wyraziły zgodę, pod warunkiem podpisania przez komandora deklaracji, że więcej nie weźmie udziału w wojnie. Łoś z oburzeniem odrzucił tę ofertę odzyskania wolności. Dopiero po kolejnej interwencji włoskiego następcy tronu oraz otrzymaniu rozkazu gen. Juliusza Rómmla, starszego obozu, przystał na propozycję okupanta. Gen. Rómmel postanowił wykorzystać komandora jako kuriera, wiozącego gen. Sikorskiemu zaszyfrowany meldunek o stanie obozu i warunkach weń panujących. Jednocześnie gen. Rómmel nakłaniał komandora, by ten nie traktował zbyt dosłownie przyrzeczenia danego okupantowi i po odzyskaniu zdrowia podjął starania wejścia w szeregi Polskiej Marynarki Wojennej. 
Po uwolnieniu udał się do Paryża, gdzie przewiózł zaszyfrowane informacje dla Naczelnego Wodza sił polskich od generała Juliusza Rómmla, który pozostał w niewoli. Z Francji udał się do Wielkiej Brytanii, gdzie starał się zaciągnąć do polskiej armii. W czasie spotkania w maju 1940 z gen. Sikorskim był potraktowany życzliwie, jednak później, kontradm. Jerzy Świrski, który pod presją Anglików nie podjął się próby obrony podwładnego, zabronił przyjmować go do PMW i polecił zbadanie sprawy zwolnienia Łosia sądowi honorowemu. Oficerowie zasiadający w sądzie honorowym uznali, że komandor ppor. A. Łoś (który mimo poważnego stanu zdrowia nie starał się opuścić niewoli i lojalnie wykonał rozkaz przełożonego gen. Rómmla) nie może wrócić w szeregi marynarki wojennej i podjęli decyzję o usunięciu go z PMW. Andrzej Łoś w sierpniu 1940 opuścił Wielką Brytanię i udał się wraz z żoną do Brazylii.
Po wojnie komandor Łoś podjął starania o rehabilitację i dzięki ponownemu śledztwu, wszczętemu na polecenie wiceadmirała Unruga, został w lecie 1945 całkowicie oczyszczony z zarzutów niehonorowego skorzystania ze zwolnienia z Oflagu.

## Ordery i odznaczenia
- Krzyż Walecznych[4]
- Złoty Krzyż Zasługi (10 listopada 1938)[5][4]